# Mel-18
Mel-18 és una proteïna epigenètica que forma part del complex Polycomb i s'encarrega de l'especialització de les cèl·lules musculars cardíaques. Així mateix, regula els processos de proliferació i senescència cel·lulars.